# Los Milagros
Los Milagros è un comune (corregimiento) della Repubblica di Panama situato nel distretto di La Mesa, provincia di Veraguas. Si estende su una superficie di 35 km² e conta una popolazione di 1.096 abitanti (censimento 2010).